# Rudolf Kittel
Rudolf Kittel (Eningen unter Achalm, 28 marzo 1853 – Lipsia, 20 ottobre 1929) è stato un biblista tedesco.
È stato un ricercatore-esegeta dell'antico testamento. Il suo credo di riferimento era il protestantesimo intorno al quale si laureò presso la Università di Tubinga. Dopo la scientifica preparazione presso la università di Tubinga, Kittel passò, come docente di Antico Testamento presso l'università di Breslavia e Lipsia dove ebbe l'opportunità di analizzare scientificamente e decifrare autorevolmente le lettere dell’archivio di Anarma e il Codice di Hammurabi (cioè il Codice del Codice di Hammurabi); quivi curò anche testi originali dell'antico Israele. 
Il nome di Rudolf Kittel tuttavia è legato prevalentemente alla redazione del testo della Bibbia ebraica, del quale pubblicò, tra gli anni 1853 - 1929, diverse edizione una più criticamente arricchita dell'altra: questo testo, (BK), indicato come Bibbia ebraica Kittel, (BHK), è ritenuto testo standard. Questa testo biblico in lingua ebraica funziona anche come obbligato punto di riferimento per le nuove traduzioni in lingue moderne, anche perché il precedente risale al 1524.

## Opere di critica scientifica di Rudolf Kittel
- Geschichte der Hebräer, 2 volumes, 1888-1892.
- Biblia Hebraica (BHK), 1909. (Old Testament).
- Die Alttestamentliche Wissenschaft in ihren wichtigsten Ergebnissen mit Berücksichtigung des Religionsunterrichts, 1910.
- Die Alttestamentliche Wissenschaft in ihren wichtigsten Ergebnissen dargestellt, 1917.
- Die Religion des Volkes Israel, 1921.
- Geschichte des Volkes Israel, 1923.
- Gestalten und Gedanken in Israel, 1925.